# Eucelatoria obscurata
Eucelatoria obscurata là một loài ruồi trong họ Tachinidae.